# 종교개혁의 선구자들

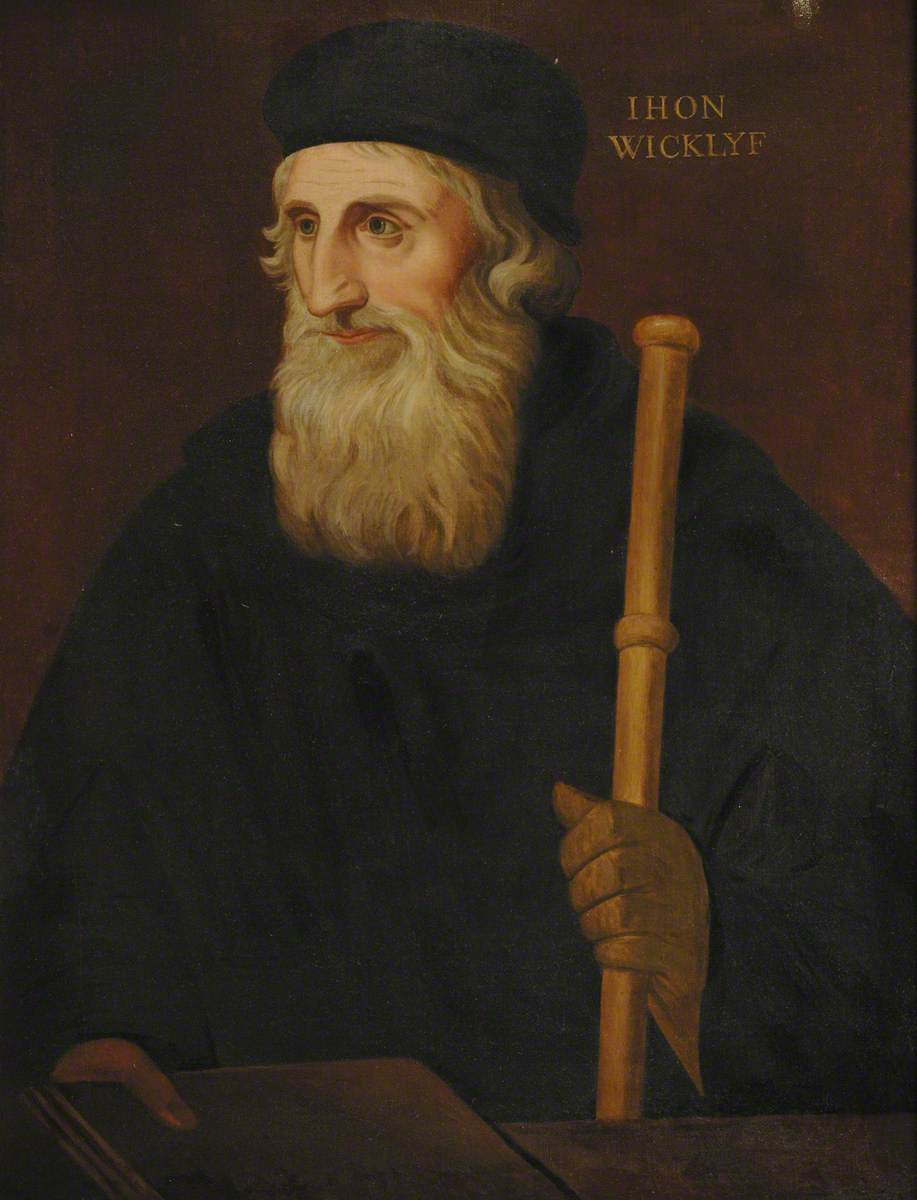
존 위클리프

종교개혁의 선구자들(forerunners of the Reformation, pioniers of Reformation)이란 종교 개혁이전에 교회를 개혁하였던 종교 개혁가들이다. 지상의 제도적 교회는 불완전하기 때문에 항상 개혁이 요구되었다. 중세 교회는 세속의 영역을 지배하는 과정에서 스스로 세속의 문화를 누리면서(리차드 니버) 부패의 길으로 걷게된다. 신학적 신앙적 교회적인 문제로 교회를 개혁하고자하는 개혁자들이 나타났다. 특별히 마르틴 루터의 종교 개혁을 1517년 10월 31일로 본다면 그 이전의 세대들이 개혁운동은 앞선 개혁자들로서 교회의 권위에 따르지 않았기 때문에 큰 희생을 치렀다. 로마 카톨릭 교회의 권위와 성만찬과 같은 문제를 성경적 관점에서 개혁하였다라는 말에서 종교개혁이라고 말한다면 이런 운동의 앞장선 성직자들을 종교개혁의 선구자들라고 부른다. 이들 보다 100년전에 교회개혁에 희생당한 선구자들은 존 위클리프, 윌리엄 틴데일, 얀 후스, 그리고 사보나롤라와 같은 인물들이다.

## 종교 개혁의 선구자들
- 위클리프와 롤라드
- 롤라드
- 얀 후스
- 프라하의 제롬 혹은 히에로니무스
- 사보라롤라
- 피터 발도
- 웨셀 간스포트
- 윌리엄 틴들
- 니콜라우스 쿠자누스

## 같이 보기
- 종교 개혁
- 종교 개혁가
- 종교 개혁가들의 신학